# ماکس کمپ (میزوری)
ماکس کمپ (به انگلیسی: Macks Camp) یک منطقهٔ مسکونی در ایالات متحده آمریکا است که در شهرستان بنتون، میزوری واقع شده‌است. ماکس کمپ ۲۶۳٫۹۶ متر بالاتر از سطح دریا واقع شده‌است.